# Acacia inamabilis
Acacia inamabilis är en ärtväxtart som beskrevs av Ernst Georg Pritzel. Acacia inamabilis ingår i släktet akacior, och familjen ärtväxter. Inga underarter finns listade i Catalogue of Life.